# Rohrdorf (Meßkirch)
Rohrdorf is een plaats in de Duitse gemeente Meßkirch, deelstaat Baden-Württemberg, en telt 900 inwoners.